# Bente Børsum

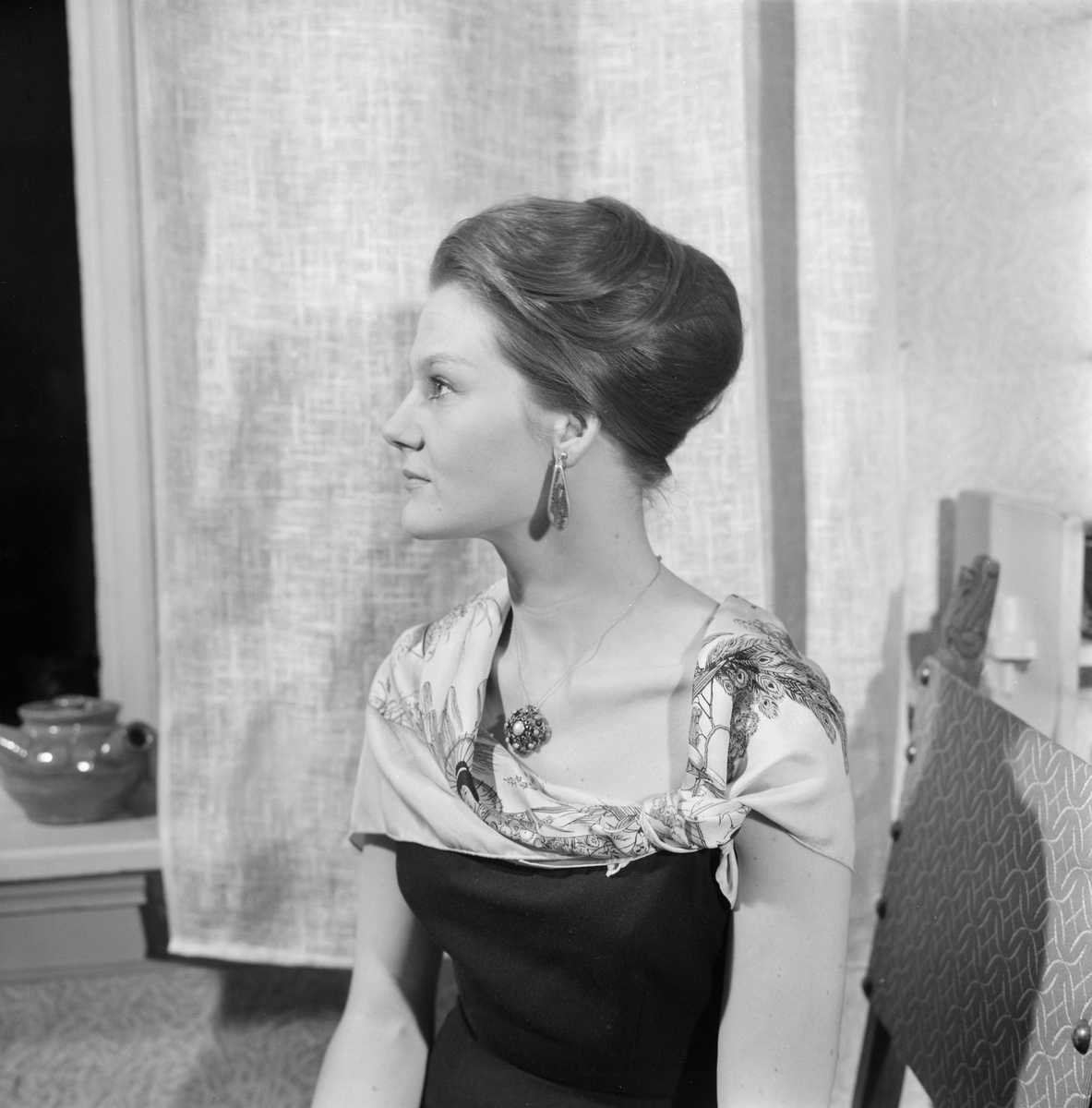
Bente Børsum (1959)

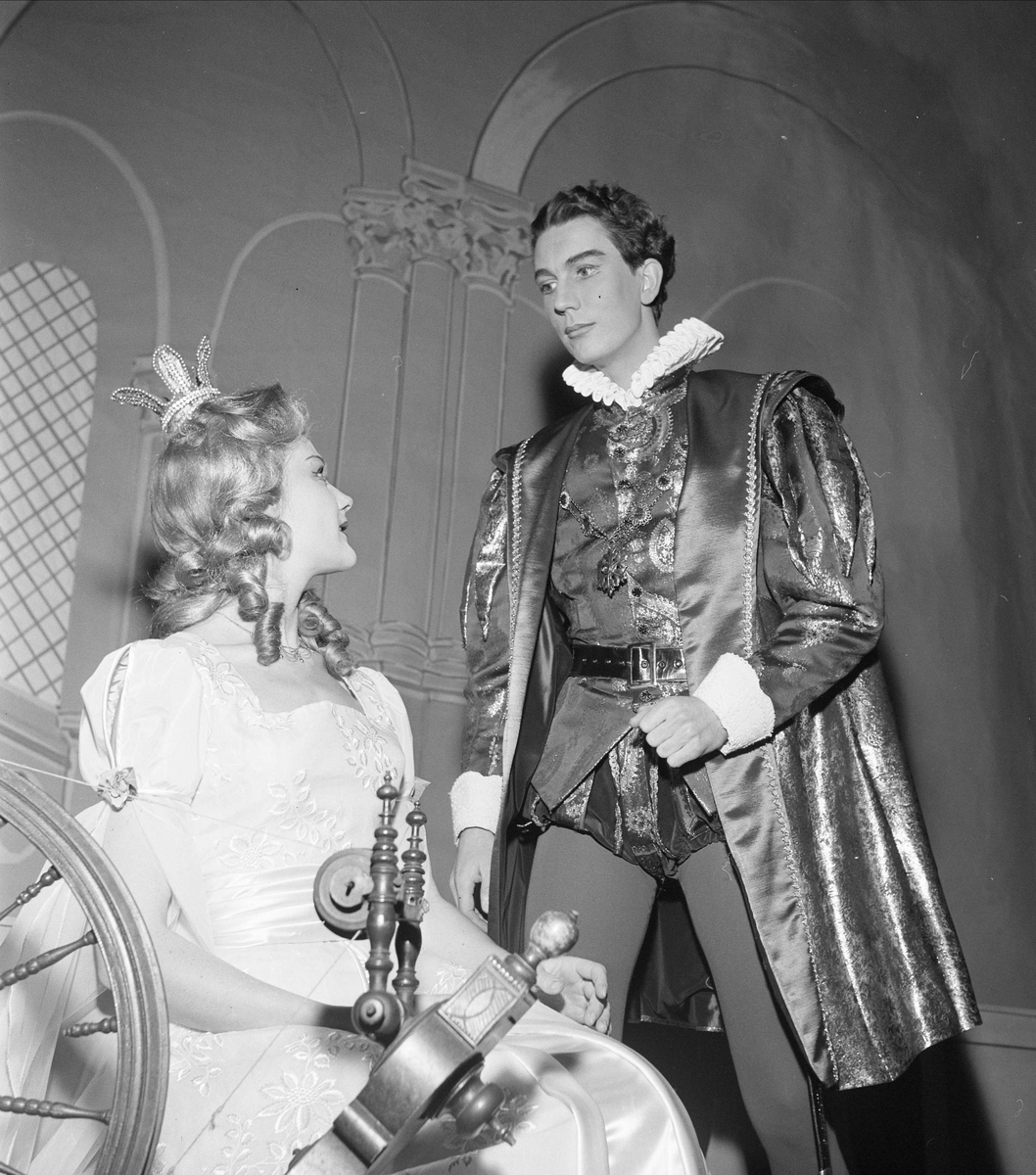
Bente Børsum und Knut Risan bei einem Auftritt im Nationaltheatret (1958)

Bente Benedikte Børsum (* 21. Juni 1934 in Oslo) ist eine norwegische Schauspielerin. Bekanntheit erlangte sie durch ihre Auftritte am Oslo Nye Teater sowie am Nationaltheatret.

## Leben
Bente Børsum wurde 1934 in Oslo geboren. Ihre Mutter Lise Børsum (1908–1985) war Teil der norwegischen Widerstandsbewegung im Zweiten Weltkrieg und wurde dafür 1943 zu einer Haftstrafe im KZ Ravensbrück verurteilt. Nach ihrer Rückkehr nach Norwegen im Jahr 1945 verließ sie ihre Familie, Bente und ihr älterer Bruder wurden daher von ihrem Vater großgezogen.
Mitte der 1950er Jahre schrieb sich Bente Børsum an der National Drama School in Oslo ein, die sie drei Jahre lang besuchte. Ihre Schauspielkarriere begann 1958 mit einer Einstellung als Darstellerin am Nationaltheatret. 1959 spielte Børsum ihre erste Filmrolle in Jakten. Es folgten Auftritte am Oslo Nye Teater, wo sie bis 1979 als Darstellerin tätig blieb. Von 1989 bis 1992 war Børsum die Leiterin der Norwegian National Academy of Theatre. Sie tritt bis heute als Schauspielerin in Filmen auf. Ihre offizielle Bühnenkarriere beendete Børsum 2005 mit einem Auftritt in Federico García Lorcas Bernarda Albas Haus. Sie ist jedoch seitdem weiterhin sporadisch in kleinen Rollen in Theaterstücken zu sehen. Für ihre Lebensleistung als Schauspielerin erhielt Børsum 1995 den Living Legacy Award des Women’s International Center.
Neben ihrer Schauspielkarriere tritt Børsum seit 2006 sowohl landesweit als auch außerhalb Norwegens als Rednerin mit ihrem Programm Min forestilling om mor auf, bei dem es sich um einen Monolog über ihre Mutter handelt.
Bente Børsum war zweimal verheiratet und ist Mutter einer Tochter. Sie wohnt heute hauptsächlich in Frogner nahe ihrer Geburtsstadt Oslo, Besitzt jedoch auch ein Haus in Son. Børsum lebte zudem zeitweise in Griechenland, auf einer Farm in Afrika sowie in Südfrankreich.

## Filmografie (Auswahl)
- 1959: Jakten
- 1967: Das Mädchen Liv (Liv)
- 1968: Sycamore Street (Fernsehfilm)
- 1974: Bobbys Krieg (Bobbys Krig)
- 1974: Wilder Strand (Spiti stous vrahous)
- 1999: Die Souffleuse (Suffløsen)
- 2016: Late Summer
- 2024: Håndtering av udøde